# Les Rustiques, nouvelles villageoises
Les Rustiques, nouvelles villageoises est un recueil de nouvelles de Louis Pergaud.

## Publication
Ce recueil de nouvelles écrites par Louis Pergaud, mort au front pendant la Première Guerre mondiale, est publié à titre posthume en 1921.
Une des nouvelles du recueil, intitulée « L'Assassinat de la Vouivre » fait référence à la figure de la Vouivre, à qui Marcel Aymé a consacré un roman du même nom. À la différence de Marcel Aymé, Louis Pergaud sous-entend que cette créature imaginaire n'existe pas
C'est dans Les Rustiques, nouvelles villageoises qu'on trouve une des premières occurrence du mot bistro chez les romanciers : « […] puis le vingt-cinq au soir, son sac d’outils en bandoulière et son baluchon sur l’épaule, il fit au bistro et à ses clients des adieux ironiques et bien moins que polis ».

## Édition
- Louis Pergaud (préf. Lucien Descaves), Les Rustiques : nouvelles villageoises, Paris, Mercure de France, 1921, 244 p. (lire en ligne)Texte intégral de Les Rustiques sur Wikisource.